# Ølfestival
En ølfestival er en begivenhed, hvor der kan købes forskellige øl. Der kan være et tema, for eksempel øl fra et bestemt område, eller en speciel øltype som f.eks. Winter Ale eller Stout.

## Asien

### Georgien
- Juli
  - Tbilisi Beer Fest, Rose Revolution Square, Tbilisi

### Hong Kong
- Juni
  - Lan Kwai Fong CHILLAX Beer & Music Fest Arkiveret 16. august 2019 hos  Wayback Machine

### Indien
- August
  - Tapped, Balkrishna Lawns, Pune
- Oktober
  - Great India Beer Festival, Jawaharlal Nehru Stadium, Delhi

### Japan
- Juni
  - Great Japan Beer Festival, The Garden Hall, Yebisu Garden Place, Tokyo
  - Great Japan Beer Festival, Times Building, Naha, Okinawa
- Juli
  - Great Japan Beer Festival, MyDome, Osaka
- August
  - Great Japan Beer Festival, Shirotori Hall, Nagoya Congress Center, Nagoya
- September
  - Great Japan Beer Festival, Osanbashi Hall, Osanbashi Yokohama International Passenger Terminal, Yokohama

### Kina
- Maj
  - Shanghai International Beer Festival En af de største ølfestivaler i Kina og afholdes i byens centrum.

### Singapore
- Juni
  - Beerfest Asia, Marina Promenade

## Europa

### Belgien
Der er mange ølfestivaler i Belgien bl.a.:
- Februar
  - BAB-bierfestival Arkiveret 16. august 2019 hos  Wayback Machine, Brugge

- April
  - Zythos, Leuven (tidligere i Sint Niklaas og Antwerpen) Organiseret af ølklubben Zythos

- Juni
  - The Beer Passion weekend Arkiveret 16. august 2019 hos  Wayback Machine, Groenplaats, Antwerpen Organiseret af Beer Passion Magazine
  - Vletern Craft Beer Festival Arkiveret 16. august 2019 hos  Wayback Machine, Oostvleteren

- August
  - North Sea Beer Festival, Oostende

- September
  - Belgian Beer Weekend Arkiveret 20. august 2019 hos  Wayback Machine, Grand Place, Bruxelles Organiseret af Belgian Brewers

- Oktober
  - Poperinge BeerFestival, Poperinge, Belgien

- December
  - Kerst Bier Festival Arkiveret 16. august 2019 hos  Wayback Machine, Essen

### Danmark
- April
  - Odense Øl-Festival Arkiveret 16. august 2019 hos  Wayback Machine

- Maj
  - Ølfestival, Lokomotivværkstedet, København
  - Esrum Ølfestival, Esrum Kloster
  - Pale Ale Festival, Christian Firtal, Odense
  - Braunstein and Friends Arkiveret 16. august 2019 hos  Wayback Machine, Braunstein, Køge
  - Mikkeller Beer Celebration Copenhagen Arkiveret 16. august 2019 hos  Wayback Machine, Øksnehallen, København

- August
  - Køge Øldag, Hugos Gård, Køge
  - Bad Seed Beer Fest, Studenterhuset, Aalborg
  - Aarhus Beer Festival Arkiveret 16. august 2019 hos  Wayback Machine, Turbinehallen, Aarhus

- September
  - Øllets Dag første lørdag i september fejrer Danske Ølentusiaster fødselsdag over hele landet

- Oktober
  - Nordic Brew Festival Arkiveret 16. august 2019 hos  Wayback Machine, Arena Nord, Frederikshavn

- ?
  - Copenhagen Beer Festival Arkiveret 16. august 2019 hos  Wayback Machine

### Estland
- Juli
  - Õllesummer, Tallin

### Finland
- April
  - Helsinki Beer Festival, Helsinki

- Juli
  - Craft Beer Helsinki Arkiveret 16. august 2019 hos  Wayback Machine, Helsinki Railway Square

### Frankrig
- Juli
  - Felletin
- August
  - Fête de la Bière, Schiltigheim

### Ireland
- April
  - The Franciscan Well Easterfest, Cork
- September
  - Dublin Beer Circus, Leinster Cricket Club, Observatory Lane, Dublin

### Kroatien
- August
  - Dani piva, Karlovac

### Letland
- Maj
  - Latvia Beer Fest Arkiveret 16. august 2019 hos  Wayback Machine, Vermanes Garden, Riga

### Makedonien
- Juli
  - Пивофест (Pivofest), Prileb

### Malta
- Juli
  - The Farsons Beer Festival, Ta’ Qali

### Nederlandene
- September
  - Borefts Beer Festival Arkiveret 16. august 2019 hos  Wayback Machine, Bodegraven

### Norge
- August
  - Bergen Beer Festival, Bergenhus, Bergen
- Oktober
  - Norsk Kornølfestival, Hornindal
  - Myrkdøl Beer Festival Arkiveret 28. september 2020 hos  Wayback Machine, Myrkdalen, Vossestrand

### Polen
- April
  - Warszawski Festiwal Piwa Arkiveret 16. august 2019 hos  Wayback Machine, Warszawa
- Juni
  - Good Beer Festival, Wrocław Den tredjestørste ølfestival i Europa
- September
  - Chmielaki Krasnostawskie, Krasnystaw
  - Bracka Jesień, Cieszyn
  - Festiwal Piwa Beergoszcz, Bydgoszcz
- Oktober
  - Beer Geek Madness, Wrocław
- November
  - Poznań Beer Expo, Poznań Congress Center, Poznań

### Rumænien
- September
  - Oktoberfest, Braşov

### Schweiz
- April
  - Solothurner Biertage Arkiveret 31. juli 2019 hos  Wayback Machine, Solothurn

### Serbien
- Juni
  - Šumadija Beer Open, Kragujevac

- August
  - Belgrade Beer Fest, Ušće park, Beograd
  - Dani piva (Øldage) Arkiveret 24. august 2019 hos  Wayback Machine, Zrenjanin

### Slovenien
- Juli
  - Pivo in Cvetje Arkiveret 18. august 2019 hos  Wayback Machine (dansk: øl og blomster), Laško

### Spanien
- Marts
  - Barcelona Beer Festival, La Farga Center d'Activitats, L'Hospitalet de Llobregat, Barcelona
- Maj
  - Birrasana Beer Festival, Lloret de Mar
- Juni
  - Fira de la Cervesa Artesana, Plaça de Lluís Companys, Sant Feliu de Llobregat, Barcelona
- Juli
  - La Fira del Poblenou, Parc del Poblenou, Barcelona

### Storbritannien
Britiske ølfestivaler fokuserer ofte på Real Ale, selvom flaskeøl og cider ofte indgår.
Festivaler organiseres af Campagne for Real Ale (CAMRA), pubber, bryggerier, sociale og sportslige samfund eller velgørende organisationer. CAMRA festivaler ledes af frivillige under ledelse af lokale afdelinger og adgangsgebyret reduceres eller frafalder for CAMRA-medlemmer. Pubfestivaler bruger professionelle barpersonale og der er normalt ingen adgangsgebyr.
Større britiske ølfestivaler holdes sædvanligvis i store indendørs steder (Kensington Olympia i tilfælde af GBBF).
Der kan være tema, hvor man lægger vægt på øl fra en bestemt region eller i en bestemt stil, f.eks. National Winter Ales-festivalen.
Hvis en pub er godt forsynet med håndpumper, kan den arrangere en lille festival ved at rotere gæsteøl hurtigt gennem dem. Alternativt kan der opsættes en midlertidig stilling inde i baren eller i et telt udenfor. Pub-baserede festivaler afholdes normalt en weekend, (faktisk ofte en lang weekend). Pubco Wetherspoons holder samtidige festivaler to gange om året i alle hundreder af filialer i sin kæde, der varer over to uger, og ved hjælp af håndpumpens rotationsmetode. Det hævder, at dets festivaler er Storbritanniens største. Antallet af forskellige øl, der kan smages i en pubfestival, varierer fra ca. 15 til ca. 100.
På alle britiske festivaler sælges øl i mængder af halv eller fuld pints. Fra 2006 serverede GBBF desuden øl i "nips" (en tredjedel af en pint) til gavn for dem, der ønsker at prøve mange øl uden at forbruge for store mængder alkohol.
Bemærkelsesværdige festivaler:
- Januar
  - Manchester Beer & Cider Festival, Manchester Central, Manchester
- August
  - Great British Beer Festival, Olympia, London Den største øl festival i Storbritannien afholdt af Campaign for Real Ale. "GBBF" startede i 1977
  - Peterborough Beer Festival, Peterborough, Cambridgeshire Det er den største udendørs CAMRA festival og er den næststørste ølfestival i Storbritannien
  - London Craft Beer Festival, Tobak Dock, London
- Oktober
  - Nottingham Robin Hood Beer & Cider Festival, Motorpoint Arena, Nottingham
- November
  - Central Manchester Beer & Cider Festival Arkiveret 23. august 2022 hos  Wayback Machine, 53two, Manchester

- The CAMRA National Winter Ales Festival; afholdt i The Roundhouse, Derby, i februar. Afholdes for at fremvise øl typer, som måske ikke er let tilgængelige under sommerfestivalen.
- The Farnham Beer Exhibition i Surrey, der har været afholdt hvert år siden 1977 ved Farnham Maltings, er den længste løbende ølfestival, der afholdes på samme sted og sælger hvert år over 29.000 pints Real Ale under dets 3-dages åbning.
- The Cambridge Beer Festival, holdt siden 1974, er den længste løbende ølfestival, selv om den har ændret sted tre gange. I øjeblikket holdes det i en uge hver maj i et stort telt opsat på Jesus Green i Cambridge. Det er den tredjestørste britiske ølfestival efter London og Peterborough. I 2007 deltog 30.384 besøgende, der drak omkring 70.000 pint øl og 194 tønder med cider og perry.
- The Rotherham Real Ale and Music Festival, afholdt siden 1992 er den største Real Ale Festival i det nordlige England. I 2011 solgte festivalen over 42.000 pint øl i løbet af dets fire dages åbning.
- The Battersea Beer Festival, er en tre-dages årlig festival, der bliver afholdt i Battersea Arts Center, Battersea, London siden 1991.
- The York Beer & Cider Festival organiseret af York CAMRA, er Nord Englands største ølfestival, der holdes årligt over 4 dage i den tredje uge af september i telte på 150 hektar park i York's Knavesmire. 2014 arrangementet blev afholdt med over 400 Real Ales og over 100 cider.
- The Warwick University Real Ale Festival, arrangeret af Warwick University Real Ale Society, er den største studenter ølfestival i England. Det er blevet afholdt årligt på universitetets studentforening i løbet af tre dage i februar siden 1979.

### Sverige
- Marts
  - Malmö Öl & Whiskyfestival
- September
  - Stockholm Beer & Whisky Festival
- Oktober
  - Great Swedish Beer Festival, Slagthuset, Malmö

### Tjekkiet
- Český Pivní Festival (Tjekkisk Ølfestival) er den største tjekkiske ølfestival, er 17 dage lang og afholdes hvert år i maj i Prag.
- Pilsner Fest er en stor festival holdt hvert år i august i Plzeň.
- Olomoucký pivní festival afholdt i Olomouc.
- Slavnosti piva v Českých Budějovicích afholdes i České Budějovice.
- Nepomucké pivní slavnosti afholdes i byen Nepomuk i regionen Plzeň.
- Velký pivní festival v Padochově afholdes i byen Padochov i regionen Sydmähren.

### Tyskland
Tyskland har en gammel tradition for mangfoldige festivaler, som er mere end ølfestivaler. Normalt er de ikke kun "øldrikningsbegivenheder", de er sjove messer og folkemusikfestivaler. Mange af dem har været holdt i århundreder og har deres oprindelse i byfester, markeder og messer eller andre historiske grunde. I nogle tyske regioner, især i Sydvesttyskland, er festivaler mere forbundet med vin end øl. Det er almindeligt sagt, at den største ølfestival i verden er Oktoberfest i München, selvom nogle hævder, at det faktisk er en folkefestival, der ikke er en ølfestival.
Flere andre mindre ølfestivaler holdes i hele Tyskland hele året rundt. Den næststørste ølfestival i Tyskland og sandsynligvis i Europa er Cannstatter Volksfest, der afholdes på Cannstatter Wasen i Bad Canstatt-distriktet i Stuttgart. Det starter en uge senere end Oktoberfesten og ligner meget denne. Dens popularitet er stigende, og flere og flere mennesker kommer fra hele verden for at besøge festivalen hvert år.
Mange andre steder har ølfestivaler der minder om Oktoberfest, men navnet betegner udelukkende München-arrangementet.
En anden stor ægte bayersk festival er Gäuboden Volksfest i Straubing. Festivalen ligner Oktoberfest, men den har sin egen historie, ligesom Barthelmarkt i Manching, som endda går tilbage til romertiden. Andre store festivaler i Bayern er Nürnberg Volksfeste i forår og efterår, Fürth Michaeliskirchweih (holdt siden 12. århundrede) og Bergkirchweih i Erlangen, med den største udendørs biergarten i Europa.
Andre ølfestivaler omfatter Hanover Schützenfest, Freimarkt i Bremen, Hamburger Dom, Stuttgarter Frühlingsfest, Cranger Funfair, Düsseldorf Funfair. Ligesom Oktoberfest og Cannstatter Volksfest er de fleste tyske ølfestivaler også tivolier. De hedder "Volksfest" (folkefest) og er talrige i Tyskland.
- Marts
  - München Starkbierfest, Paulaner Nockherberg
- August
  - Internationales Berliner Bierfestival Arkiveret 4. august 2019 hos  Wayback Machine, Karl-Marx-Allee, Berlin

## Amerika

### USA
- August
  - All American Beer Fest Arkiveret 16. august 2019 hos  Wayback Machine afholdes i August i Washington, DC
- Oktober
  - Great American Beer Festival afholdes i oktober i Denver